# لوان بریانیدزه
لوان بریانیدزه (گرجی: ლევან ბერიანიძე ;ارمنی: Լևան Բերիանիձե; متولد ۱۰ اکتبر ۱۹۹۰ در کشور گرجستان) ورزشکار مرد رشتهٔ کشتی آزاد است که از سال ۲۰۱۴ برای تیم ملی ارمنستان کشتی می‌گیرد.
از افتخارات این کشتی‌گیر کسب مقام سومی در مسابقات قهرمانی کشتی جهان در سال ۲۰۱۰ در ترکیب تیم گرجستان و در سال ۲۰۱۷ در ترکیب تیم ارمنستان می‌باشد.

## المپیک ۲۰۱۶ ریو
دمیرتاش در سال ۲۰۱۶ میلادی در المپیک ۲۰۱۶ ریو در وزن ۱۲۵ کیلو حاضر بود که در مسابقه اول و دوم ژیوی دنگ از چین و دنیل لیگتی از مجارستان را شکست داد اما در نیمه نهایی به طاها آکگل از ترکیه شکست خورد و به دیدار رده‌بندی رفت. وی در دیدار رده‌بندی به ابراهیم سعیدف بلاروسی باخت و پنجم شد.

## مسابقات قهرمانی کشتی جهان ۲۰۱۷
بریانیدزه در وزن ۱۲۵ کیلو مسابقات قهرمانی کشتی آزاد جهان ۲۰۱۷ پاریس حاضر بود که در مسابقه‌های اول و دوم سوسلان گاگلوئف از اسلوواکی و آیال لازارف از قرقیزستان را شکست داد اما در نیمه نهایی به گنو پتریاشویلی از گرجستان باخت و به دیدار رده‌بندی رفت. وی در دیدار رده‌بندی آنزور خیزریف کشتی‌گیر روسیه را شکست داد و مدال برنز وزن ۱۲۵ کیلوگرم را بدست آورد.